# Juan Luis Franco Bidó
Juan Luis Franco Bidó (†1871) fue un militar dominicano.

## Biografía

### Primeros años y familia
Franco Bidó era hijo de María Merced Bidó y de Agustín Franco de Medina y Guerrero (1768–1814) quien era hijo de Úrsula Guerrero Ruiz y de Joaquín Franco de Medina y Trinidad. Casó con Francisca Irene Guerrero García y engendró 5 hijos.

### Guerra de Independencia dominicana
Comandó la caballería en la batalla del 30 de marzo de 1844, apostada en los terrenos del antiguo aeropuerto de Santiago. Estas tropas no llegaron a entrar en combate, pues este se redujo a un ataque de artillería y a una operación en la retaguardia del enemigo por parte de los andulleros de Fernando Valerio. Junto a su hermano Román Franco Bidó, aporto la mayor parte de los pertrechos de que disponían los dominicanos, para enfrentar a los haitianos en la batalla del 30 de marzo de 1844.
Tuvo su papel más destacado en la guerra de independencia dominicana. El 24 de enero de 1856 dirigió las tropas que derrotaron al ejército haitiano, en la Batalla de Sabana Larga. Este combate tiene gran importancia histórica para los dominicanos, debido a que fue el que selló el triunfo de la independencia nacional.
Después de Sabana Larga concluyó la larga cadena de invasiones militares del territorio dominicano por parte de Haití. A raíz de este triunfo, Juan Luis Franco Bidó, que era general de brigada, fue ascendido al rango de general de división. 
Para el historiador General Hungría, Sabana Larga ha sido la única batalla que se ha desarrollado en la isla Hispaniola, con maniobras de fuego y movimiento de infantería, artillería y caballería e incluso la participación de fuerzas navales, los demás enfrentamientos ocurridos en la isla este los califica de escaramuzas. 

### Revolución Cibaeña (1857)
En el curso de la revolución de julio de 1857 comandó las tropas que inicialmente sitiaron la ciudad de Santo Domingo, sede del gobierno de Buenaventura Báez, el presidente que había provocado aquel gran estallido social y político.
- Datos: Q5950756